# 스콧 마이클 포스터
스콧 마이클 포스터(Scott Michael Foster, 1985년 3월 4일 ~ )는 미국의 배우이다.

## 출연 작품
- 블러드 앤 오일 (2015)
- 마이 데드 보이프렌드 (2015)
- 더 팩트 2 (2014)
- 제로 아워 (2013)
- 틴에이지 더트백 (2009)

### 텔레비전
- 그릭 (2007-11)
- 체이싱 라이프 (2014-15)